# Таба
Таба (на арабски: طابا, Ṭābā) е египетско курортно селище на източния бряг на Синайския полуостров, на залива Акаба на Червено море.
Граничи с Израел. Изключително популярно място за посещения от израелски туристи.
На 7 октомври 2004 г. са убити 29 души при бомбен атентат в хотел „Хилтън“ в Таба. Предполага се, че атентатът е дело на „Ал-Каида“.